# 부산대신중학교
부산대신중학교(釜山大新中學校)는 대한민국 부산광역시 서구 서대신동3가에 있는 공립 중학교이다.

## 학교 연혁
- 1951년 8월 31일 : 부산대신중학교(24학급) 설립인가
- 1951년 9월 20일 : 전교생 1,440명(24학급) 개교
- 1961년 5월 30일 : 현교사 완공
- 2004년 10월 19일 : 학교도서관 활용활성화 교육인적자원부정책 연구학교 발표
- 2008년 12월 10일 : 교원능력개발평가 연구학교 발표
- 2009년 5월 11일 : 문화예술선도학교 지정, 스쿨뮤지컬 선도학교 지정
- 2012년 3월 1일 : 언어문화개선 연구학교 운영(1년)
- 2016년 12월 5일 : 다목적 강당 대신관 개관
- 2024년 2월 7일 : 제73회 졸업식(졸업생 151명, 누계 35,116명)
- 2024년 3월 1일 : 제29대 김은수 교장 취임
- 2025년 2월 6일 : 제74회 졸업식
- 2025년 3월 4일 : 제77회 입학식(입학생 174명)

## 참고 자료
- 부산대신중학교 - 한국교육학술정보원 학교알리미